# Бун, Бенсон
Бенсон Джеймс Бун (англ. Benson James Boone; род. 25 июня 2002, Монро, Вашингтон) — американский музыкант и автор песен, мультиинструменталист.
Родился и вырос в городе Монро, штат Вашингтон, первую известность получил после публикации своей музыки на платформе TikTok, затем после прослушивания в телешоу American Idol. Несмотря на снятие с конкурса, Бун продолжил набирать популярность в TikTok и подписал контракт с лейблом Night Street Records, основателем которого является вокалист группы Imagine Dragons Дэн Рейнольдс.
Дебютный сингл Буна — Ghost Town, был выпущен в октябре 2021 года и попал в чарты 16 стран. После этого он выпустил ещё несколько успешных синглов, включая In the Stars и Beautiful Things, последний достиг вершины UK Singles Chart и вошёл в пятерку чарта Billboard Hot 100.

## Ранние годы
Родился 25 июня 2002 года в Монро, штат Вашингтон, вырос вместе с четырьмя сёстрами. Учился в средней школе Монро, выступал за команду по прыжкам в воду. Впервые заметил свой музыкальный талант в средней школе, после просьбы друга сыграть на пианино и спеть в битве групп. Недолгое время учился в Университете Бригама Янга, штат Айдахо, который покинул после первого семестра, чтобы сосредоточится на музыкальной карьере.

## Музыкальная карьера
В начале музыкальной карьеры, вдохновился певцом и продюсером Джоном Беллионом, посетив его концерт. В начале 2021 года он начал публиковать короткие видео на платформе TikTok и затем по совету друга прошёл прослушивание в 19 сезоне телешоу American Idol. Несмотря на приглашение в этап отбор в Голливуде, Бун покинул шоу после попадания в топ-24, чтобы подумать о своей карьере.
В преддверии выхода своего первого сингла, Бенсон набрал 1,7 миллионов подписчиков в своем аккаунте TikTok, публикуя сниппеты. 15 октября 2021 года, вместе с выходом дебютного сингла Ghost Town, было объявлено что Бун подписал контракт c дочерним лейблом Warner Records — Night Street Records, основателем которого является вокалист группы Imagine Dragons Дэн Рейнольдс. В композиции, Бун сыграл партии на гитаре, пианино, барабанах и работал над оформлением обложки.
Дебютный сингл Бенсона попал в музыкальные чарты 13 стран, включая США (Billboard Hot 100), он исполнил композицию в Шоу Эллен Дедженерес, Шоу Келли Кларксон и Поздняя ночь с Сетом Майерсом. В феврале 2022 года выпустил второй сингл «Room for 2».
В мае 2024 года, Тейлор Свифт в социальных сетях сообщила что Бун будет одним из трёх артистов, которые откроют лондонские концерты в рамках The Eras Tour на стадионе Уэмбли, вместе с группой Paramore.

## Дискография
| Fireworks & Rollerblades                                                          | - Дата релиза: 5 апреля 2024 - Лейбл: Night Street, Warner - Формат: CD, Загрузка | 6 | 17 | 5 | 15 | 1 | 5 | 5 | 16 | - Канада: Платина |
| American Heart                                                                    | - Дата релиза: 20 июня 2025 - Лейбл: Night Street, Warner - Формат: CD, Загрузка  |   |    |   |    |   |   |   |    |                   |
| Знак «—» обозначает, что альбом не вошёл в чарт или не был издан в данной стране. |                                                                                   |   |    |   |    |   |   |   |    |                   |

| Альбом                                                                            | Дата и лейбл                                                                                      | Позиции в чартах | Позиции в чартах | Позиции в чартах | Позиции в чартах | Позиции в чартах |
| Альбом                                                                            | Дата и лейбл                                                                                      | BEL (FL)         | FIN              | FRA              | NOR              | SWE              |
| --------------------------------------------------------------------------------- | ------------------------------------------------------------------------------------------------- | ---------------- | ---------------- | ---------------- | ---------------- | ---------------- |
| Walk Me Home...                                                                   | - Дата релиза: 29 июля 2022 - Лейбл: Night Street, Warner - Формат: CD, Загрузка, стриминг        | 109              | 36               | 184              | 4                | 16               |
| Pulse                                                                             | - Дата релиза: 5 мая 2023 - Лейбл: Night Street, Warner - Формат: CD, Загрузка, стриминг, кассеты | —                | —                | —                | —                | —                |
| Знак «—» обозначает, что альбом не вошёл в чарт или не был издан в данной стране. |                                                                                                   |                  |                  |                  |                  |                  |

| Название                                                                          | Год  | Высшая позиция в чартах | Высшая позиция в чартах | Высшая позиция в чартах | Высшая позиция в чартах | Высшая позиция в чартах | Высшая позиция в чартах | Высшая позиция в чартах | Высшая позиция в чартах | Высшая позиция в чартах | Высшая позиция в чартах | Сертификации                                                                                      | Альбом                   |
| Название                                                                          | Год  | US                      | AUS                     | CAN                     | FRA                     | IRE                     | NOR                     | NZ                      | SWE                     | UK                      | WW                      | Сертификации                                                                                      | Альбом                   |
| --------------------------------------------------------------------------------- | ---- | ----------------------- | ----------------------- | ----------------------- | ----------------------- | ----------------------- | ----------------------- | ----------------------- | ----------------------- | ----------------------- | ----------------------- | ------------------------------------------------------------------------------------------------- | ------------------------ |
| «Ghost Town»                                                                      | 2021 | 100                     | 67                      | 53                      | 92                      | 29                      | 1                       | 39                      | 17                      | 46                      | 79                      | - RIAA: Золото - BPI: Серебро - IFPI NOR: Платина - MC: 2× Платина - SNEP: Платина                | Walk Me Home…            |
| «Room for 2»                                                                      | 2022 | —                       | —                       | —                       | —                       | —                       | —                       | —                       | —                       | —                       | —                       |                                                                                                   | Walk Me Home…            |
| «In the Stars»                                                                    | 2022 | 82                      | 34                      | 30                      | 59                      | 10                      | 4                       | 15                      | 8                       | 21                      | 48                      | - RIAA: Платина - BPI: Платина - IFPI NOR: Золото - MC: 2× Платина - RMNZ: Золото - SNEP: Diamond | Walk Me Home…            |
| «Better Alone»                                                                    | 2022 | —                       | —                       | —                       | —                       | —                       | —                       | —                       | —                       | —                       | —                       |                                                                                                   | Walk Me Home…            |
| «Before You»                                                                      | 2022 | —                       | —                       | —                       | —                       | —                       | 20                      | —                       | —                       | —                       | —                       | Неальбомный сингл                                                                                 |                          |
| «Sugar Sweet»                                                                     | 2023 | —                       | —                       | —                       | —                       | —                       | —                       | —                       | —                       | —                       | —                       |                                                                                                   | Pulse                    |
| «What Was»                                                                        | 2023 | —                       | —                       | —                       | —                       | —                       | —                       | —                       | —                       | —                       | —                       |                                                                                                   | Pulse                    |
| «To Love Someone»                                                                 | 2023 | —                       | —                       | —                       | —                       | —                       | —                       | —                       | —                       | —                       | —                       | Неальбомный сингл                                                                                 |                          |
| «Beautiful Things»                                                                | 2024 | 2                       | 1                       | 1                       | 1                       | 1                       | 1                       | 1                       | 3                       | 1                       | 1                       | - ARIA: 5× Платина - BPI: Платина - MC: 5× Платина - RMNZ: 2× Платина - SNEP: Diamond             | Fireworks & Rollerblades |
| «Slow It Down»                                                                    | 2024 | 34                      | 22                      | 24                      | 132                     | 15                      | 14                      | 18                      | 39                      | 15                      | 23                      | - ARIA: Платина - BPI: Серебро - MC: Платина - RMNZ: Золото                                       | Fireworks & Rollerblades |
| Знак «—» обозначает, что альбом не вошёл в чарт или не был издан в данной стране. |      |                         |                         |                         |                         |                         |                         |                         |                         |                         |                         |                                                                                                   |                          |

| «Nights Like These»                                                               | 2022 | —  | —  | —  | —  | 33 | —  | —  | —  | Walk Me Home…            |
| «Be Someone»                                                                      | 2024 | —  | —  | —  | —  | 18 | —  | —  | —  | Fireworks & Rollerblades |
| «Cry»                                                                             | 2024 | 60 | 52 | 53 | 36 | 6  | 78 | 55 | 86 | Fireworks & Rollerblades |
| «Forever and a Day»                                                               | 2024 | —  | —  | —  | —  | 27 | —  | —  | —  | Fireworks & Rollerblades |
| Знак «—» обозначает, что альбом не вошёл в чарт или не был издан в данной стране. |      |    |    |    |    |    |    |    |    |                          |

## Фильмография
- 2021 — Шоу Келли Кларксон (эпизод Cheryl Hines/Hannah Brown/Benson Boone)
- 2022 — Шоу Эллен Дедженерес (эпизод Josh Gad/Benson Boone)
- 2022 — Поздней ночью с Сетом Майерсом (эпизод Courteney Cox/Connor Ratliff/Benson Boone/Carter MacLean)
- 2022 — Очень позднее шоу с Джеймсом Корденом (эпизод Juliette Lewis/Viggo Mortensen/Benson Boone)
- 2023 — Taratata
- 2023 — La Chanson de l'année
- 2024 — Джимми Киммел в прямом эфире (эпизод Timothée Chalamet/Zendaya/Austin Butler/Florence Pugh/Benson Boone)
- 2024 — Late Night Berlin (эпизод Folge 182)
- 2024 — Access Hollywood (2 эпизода)
- 2024—2025 — Ночное шоу с Джимми Фэллоном (эпизоды Adam Levine/Ella Purnell/Benson Boone и Miley Cyrus/Annie Murphy/Benson Boone)
- 2024 — Шоу Грэма Нортона (эпизод Nicole Kidman/Cynthia Erivo/James Norton/Chris McCausland/Benson Boone)

## Саундтрек
- 2022 — Наследие (эпизод Into the Woods) — «Ghost Town»
- 2022 — Allsång på Skansen — «In the Stars»
- 2024 — Смерч 2 — «Death Wish Love»
- 2024—2025 — Friday Night Football (эпизоды AFLW Week 1: Sydney vs Collingwood и Opening Round: Sydney vs Hawthorn) — «Beautiful Things»
- 2024 — Певец в маске — «Beautiful Things»
- 2025 — The 7PM Project — «Pretty Slowly»
- 2025 — Saturday Night Live (эпизод Quinta Brunson/Benson Boone) — «Sorry I'm Here for Someone Else», «Mystical Magical»
- 2025 — Каратэ-пацан: Легенды — «Mystical Magical»
- 2025 — The Clash —  «Beautiful Things»
- 2025 — Love Island USA — «Sorry I'm Here for Someone Else»
- 2025 — Morangos com Açúcar (эпизод Férias Alternativas) — «Beautiful Things»

### Комментарии
1. ↑  «Before You» не вошел в чарт Swedish Singellista, но достиг высшей позиции под номером четырнадцать в чарте Heatseeker[47].
2. ↑  «Nights Like These» не вошел в чарт Swedish Singellista, но достиг высшей позиции под номером три в чарте Heatseeker[53].